# روزهای ترانه و اندوه
 روزهای ترانه و اندوه نام یک آلبوم موسیقی اثر فرامرز اصلانی، هنرمند ایرانی است که در سبک پاپ تهیه شده و دارای ۹ آهنگ است.

## فهرست آهنگ‌ها
| نام ترانه            | ترانه سرا     | آهنگساز       | تنظیم         |
| -------------------- | ------------- | ------------- | ------------- |
| روزهای ترانه و اندوه | فرامرز اصلانی | فرامرز اصلانی | فرامرز اصلانی |
| هفت شهر عشق          | فرامرز اصلانی | فرامرز اصلانی | فرامرز اصلانی |
| دستم بگیر            | فرامرز اصلانی | فرامرز اصلانی | فرامرز اصلانی |
| قلعهٔ تنهایی          | فرامرز اصلانی | فرامرز اصلانی | استیو مک‌کرام  |
| هیچ‌کس …              | فرامرز اصلانی | فرامرز اصلانی | فرامرز اصلانی |
| بشنو از نی           | مولوی         | فرامرز اصلانی | فرامرز اصلانی |
| تازه                 | فرامرز اصلانی | فرامرز اصلانی | فرامرز اصلانی |
| گل‌اندام              | فرامرز اصلانی | فرامرز اصلانی | فرامرز اصلانی |
| پالاپال              | فرامرز اصلانی | فرامرز اصلانی | فرامرز اصلانی |

| ردیف | آهنگ                 |
| ۱    | روزهای ترانه و اندوه |
| ۲    | هفت شهر عشق          |
| ۳    | دستم بگیر            |
| ۴    | قلعه تنهایی          |
| ۵    | هیچ‌کس                |
| ۶    | به قصه گوش کن        |
| ۷    | دوباره               |
| ۸    | گل‌اندام              |
| ۹    | پالاپال              |